# Daniel Bambino Gómez
Daniel Gómez (Tucumán, Argentina; 22 de octubre de 1959), conocido como El bambino Gómez, es un periodista deportivo y comentarista deportivo argentino.

## Trayectoria
Daniel Gómez ingresó en 1980 en LV12 Radio Independencia como periodista deportivo junto a Osvaldo Cafarelli, Luis Rey, Guillermo Nimo, Ricardo Podestá y Julio Ricardo.
En 1987 fue comentarista central del programa "Futboleando" por LV7 Radio Tucumán. Cuatro años después fue periodista en Radio Alberdi y Radio del Jardín. Allí trabajó junto a Cristina Pérez, actual periodista de Telefé.

### Década del '90
En el año 1991 realizó un curso de capacitación periodística en la ciudad de Buenos Aires recibiendo un diploma otorgado por los doctores: Cristina Guzmán (exdiputada Nacional), Andrés Fescina (exdiputado Nacional), Santiago de Estrada (exembajador ante la Santa Sede) y por el exgobernador de Salta y capitán de navío Roberto Ulloa.
Ese mismo año fue periodista del departamento informativo de Canal 5 de Tucumán. En 1992 Se desempeñó como comentarista del equipo "A TODO DEPORTE" por LV 12 con Luis Rey, Juan Romeo "Toti" Ferrara, Jorge Bullrich y Walter Nelson.
En el año 1994 se transformó en el responsable del área deportiva en Antena 8 de Tucumán. El programa que condujo Antena Deportiva alcanzó una masiva audiencia en la provincia y realizó participaciones con informes deportivos en Radio Continental, en el equipo dirigido por Víctor Hugo Morales.

### Década del 2000
En octubre del año 2000 se transformó en el Jefe de Deportes de LV 7 Radio Tucumán, pero en el año 2007 lo sacaron del aire. Fue en esta última radio, en el año 2002 y mientras en Tucumán salían a la luz los casos de desnutrición infantil, donde Gómez en su programa deportivo fue muy crítico del gobierno de entonces.
Es el fundador de CADENA DEPORTIVA, organización y programa periodístico.
En 2019 se incorpora a LRA Radio Nacional de Tucumán.
Posteriormente, a finales del año 2019, tras casi 20 años regresa a radio ANTENA 8 de Tucumán (98.1 MHz). En la actualidad conduce de lunes a viernes de 13 a 16 hs el programa "EL BAMBINO, MÚSICA Y GOL", y durante los fines de semana comenta los principales partidos de fútbol de Tucumán, principalmente de los clubes Atlético Tucumán y San Martín de Tucumán. Además en la misma radio conduce los días sábados de 13 a 19 hs un programa llamado EL BAMBINO MÚSICA Y GOL, donde no solo se tratan temas deportivos sino de todos los ámbitos, además de tener bloques musicales.
Es corresponsal en Argentina de la cadena de noticias HR News de Suecia y constantemente realiza informes en Radio Sucesos Deportivos y en Cadena 3 Argentina, de la provincia de Córdoba y en LV6 Radio Nihuil, propiedad de UNO Medios, de la provincia de Mendoza.

## Reconocimientos
Del año 2000 al 2009 recibió en la ciudad de Mar del Plata 10 premios Gaviota de Oro como mejor comentarista de fútbol del interior de la República Argentina.
El 20 de junio de 2024, el Bambino Gómez cumple 44 años de trayectoria como periodista, con un estilo único y metafórico en sus comentarios, es considerado uno de los mejores periodistas deportivos del interior de Argentina.
- Datos: Q5798133